# Kevin Love
Kevin Wesley Love (Santa Mônica, 7 de setembro de 1988) é um jogador norte-americano de basquete que atualmente joga no Miami Heat da National Basketball Association (NBA).
Em 14 temporadas na NBA, ele foi cinco vezes selecionado para o All-Star Game e duas vezes nomeado para o All-NBA Team, vencendo em 2011 o NBA Most Improved Player. Em 2016, foi campeão da NBA pelo Cleveland Cavaliers.
Representando a Seleção Americana, ele conquistou a medalha de ouro no Campeonato Mundial de 2010 e nos Jogos Olímpicos de 2012 em Londres.

## Infância e juventude
Love nasceu em 7 de setembro de 1988 em Santa Monica, Califórnia, sendo o segundo de três filhos de Karen e Stan Love. Ele cresceu em Lake Oswego, Oregon, onde foi amigo de infância e companheiros de equipe de Klay Thompson. Love jogou basquete desde criança, praticando seus passes com uma caixa de papelão e estudando videos de Wes Unseld.
Love jogou basquetebol no ensino médio no Lake Oswego Lakers. Em sua segunda temporada, ele teve médias de 25,3 pontos, 15,4 rebotes e 3,7 assistências por jogo, levando os Lakers a final do campeonato estadual de 2005, onde perderam para a Jesuit High School.
Em seu terceiro ano, ele teve médias de 28 pontos, 16,1 rebotes e 3,5 assistências por jogo, quando o Lake Oswego voltou a final do campeonato estadual, desta vez sendo campeão.
Em sua última temporada, ele teve médias de 33,9 pontos, 17,0 rebotes e 4 assistências por jogo. O Lake Oswego fez sua terceira viagem a final do campeonato estadual, perdendo em uma revanche da final do ano anterior. Ao final da temporada, Love foi nomeado o Atleta Masculino Nacional do Ano. Ele terminou sua carreira no ensino médio como o melhor marcador de todos os tempos na história de Oregon com 2.628 pontos.
| Nome | Cidade natal                           | Escola           | Altura | Peso   | Data                |
| --- | -------------------------------------- | ---------------- | ------ | ------ | ------------------- |
| Kevin Love C | Lake Oswego, Oregon                    | Lake Oswego High | 2,06 m | 110 kg | 25 de julho de 2006 |
| Kevin Love C | Recrutamento: Rivais: 247Sports: ESPN: |                  |        |        |                     |
| - Nota: Em muitos casos, Scout, Rivals, 247Sports e ESPN podem entrar em conflito em suas listas de altura e peso, nestes casos, a média foi obtida. - Fonte: |                                        |                  |        |        |                     |

## Carreira universitária

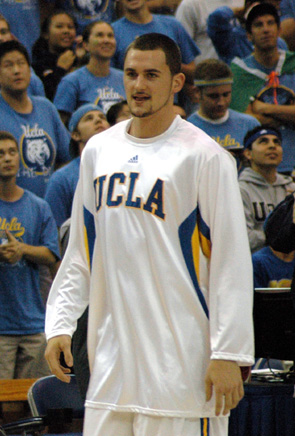
Love na UCLA em 2008.

Em julho de 2006, Love se comprometeu verbalmente a jogar basquete universitário na UCLA. Antes da temporada de 2007-08, ele recebeu a permissão de Walt Hazzard para usar o número 42 nos Bruins, embora a escola tivesse aposentado o número de Hazzard em 1996.
Sua decisão de jogar pela UCLA trouxe animosidade de fãs de Oregon, antes de um jogo em Oregon, os fãs dos Ducks obtiveram o número de telefone celular de Love e deixaram mensagens obscenas, bem como ameaças de morte; os fãs também submeteram a família a obscenidades e jogaram lixo neles durante o jogo. Este evento, juntamente com incidentes semelhantes dirigidos a outros jogadores, levou a uma discussão sobre se as atitudes dos fãs de basquete universitários estava se tornando muito extremo.
Love guiou a UCLA para o título da temporada regular da Pac-10 e o o título do torneio da conferência. No Torneio da NCAA de 2008, ele ajudou os Bruins ao chegar ao Final Four do torneio, onde perderam pra Memphis.
Em sua única temporada na UCLA, Love teve médias de 29.6 minutos com 17.5 pontos, 10.6 rebotes, 1.9 assistências, 0.7 roubos de bola e 1.4 bloqueios.

## Carreira profissional

### Minnesota Timberwolves (2008–2014)

#### 2008–09: Calouro
Em uma coletiva de imprensa em 17 de abril de 2008, Love anunciou sua intenção de deixar UCLA para participar do Draft de 2008. Ele foi selecionado pelo Memphis Grizzlies como a 5° escolha geral.
Após o draft, Love foi negociado, juntamente com Mike Miller, Brian Cardinal e Jason Collins para o Minnesota Timberwolves, em troca de O. J. Mayo, Antoine Walker, Marko Jarić e Greg Buckner.
Love jogou na Summer League de 2008 e liderou todos os jogadores em rebotes. Em sua estréia na NBA em 29 de outubro, Love saiu do banco para contribuir com 12 pontos e nove rebotes na vitória por 98-96 sobre o Sacramento Kings.
Os Timberwolves perderam 15 de seus primeiros 19 jogos, levando à demissão do técnico Randy Wittman. O gerente geral dos Timberwolves, Kevin McHale, assumiu as funções de treinador e desenvolveu um relacionamento próximo com seus jogadores. Sob o comando de McHale, os Timberwolves melhoraram em janeiro, tendo um recorde de 10-4 com Love tendo um duplo-duplo de média.
Depois que o artilheiro da equipe, Al Jefferson, se machucou e ficou fora do resto da temporada em fevereiro, os minutos de Love aumentaram e ele foi nomeado o Novato do Mês em março.
Em sua primeira temporada, Love teve médias de 25.3 minutos com 11.1 pontos, 9.1 rebotes, 1.0 assistências, 0.4 roubos de bola e 0.6 bloqueios. Ele foi nomeado para a Segunda-Equipe de Novatos da NBA e terminou em sexto na votação de Novato do Ano.

#### 2009–10: Segundanista

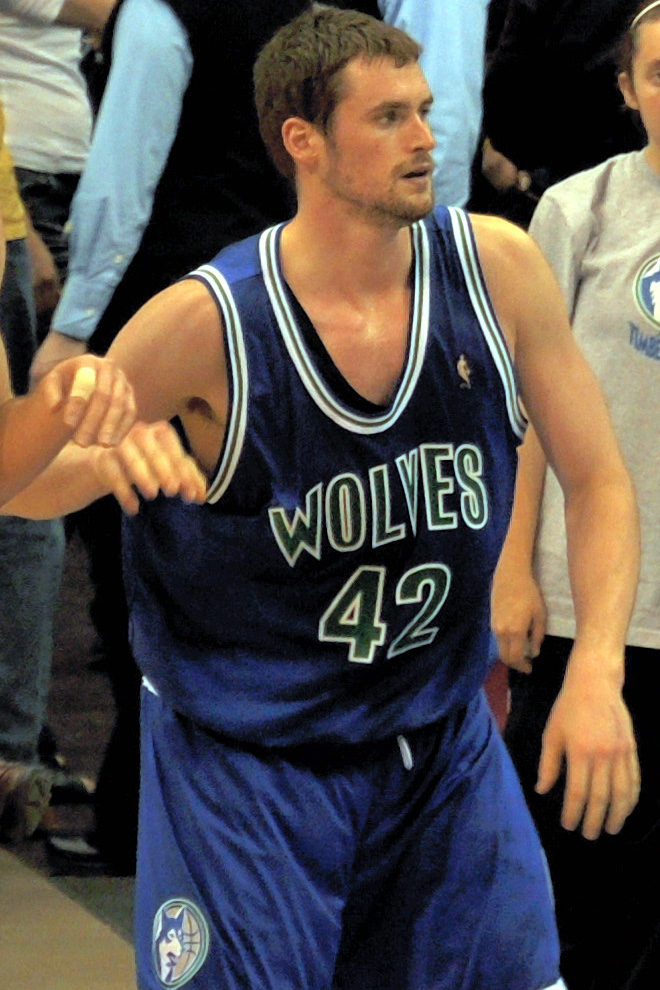
Love no Wolves em 2010.

No período de entressafra, Love foi convidado a participar do minicamp da Seleção Americana de Basquetebol, realizado de 22 a 25 de julho em Las Vegas. Love também gerou atenção em sua conta no Twitter quando revelou que Kevin McHale não voltaria a treinar os Timberwolves na temporada de 2009-10.
Love começou a temporada na lista de lesionados devido a uma lesão no quarto metacarpo na mão esquerda. Após a cirurgia, Love perdeu os primeiros 18 jogos da temporada. Ele voltou contra o New Orleans Hornets em 4 de dezembro de 2009 e causou impacto imediato nos Timberwolves, que estavam com um recorde de 2-16.

#### 2010–11: MIP e All-Star Game

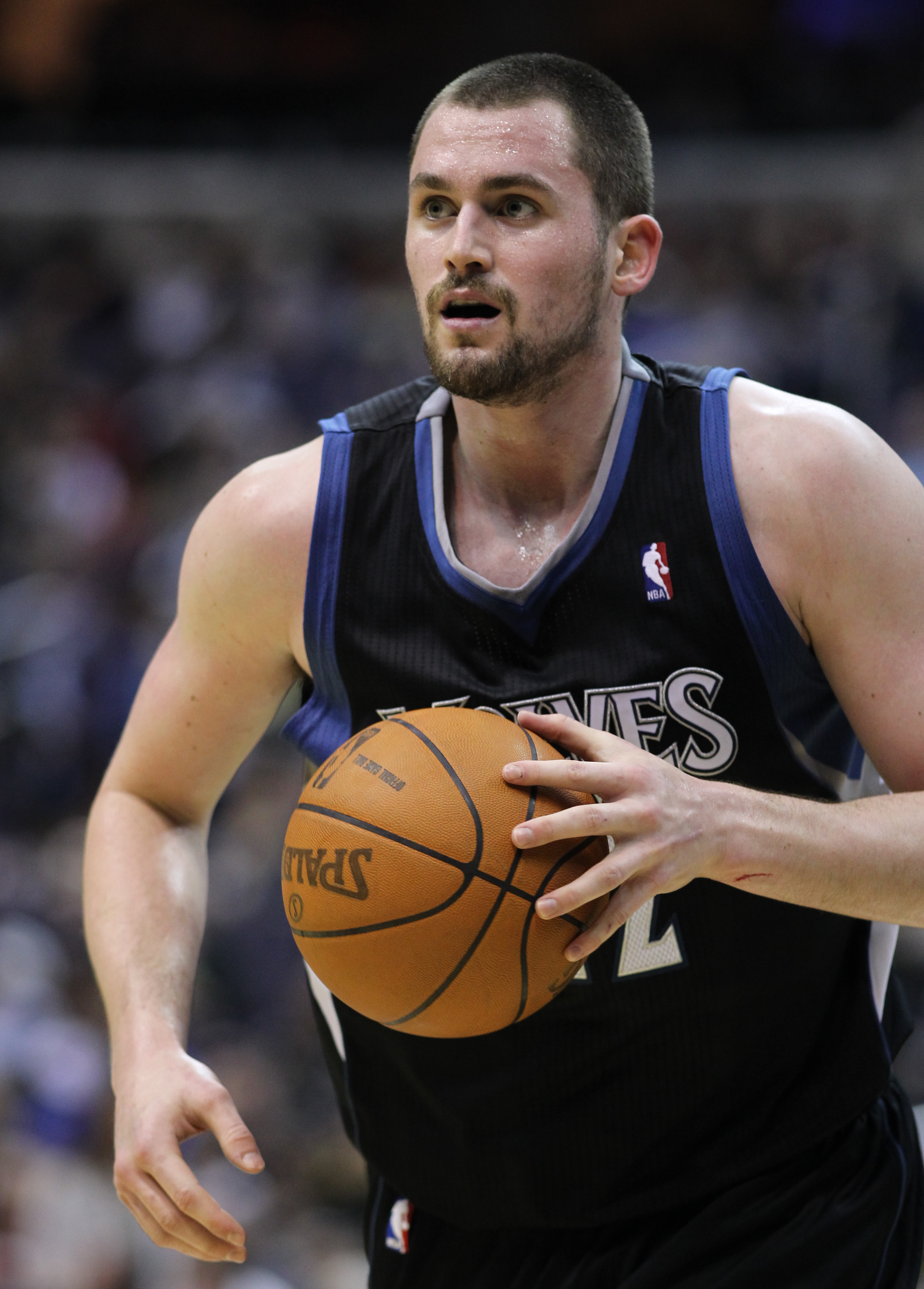
Love em 2011.

Esperava-se que o saíde de Jefferson dos Timberwolves antes da temporada de 2010-11 resultasse em mais tempo de jogo para Love. No entanto, ele teve uma média de 28 minutos nos nove primeiros jogos, excedendo 30 minutos apenas duas vezes.
Em um jogo em casa contra o New York Knicks em 12 de novembro de 2010, Love se tornou o 19º jogador a registrar um jogo "30-30", quando registrou 31 pontos e 31 rebotes. Seus 31 rebotes estabeleceram um recorde dos Timberwolves e também foram os melhores números de um jogador em um jogo da NBA desde que Charles Barkley registrou 33 rebotes em 1996. Love se tornou o primeiro jogador a gravar um jogo de 30-30 desde Moses Malone em 1982.
Em 4 de fevereiro de 2011, Love foi selecionado pelo comissário David Stern para seu primeiro All-Star Game como substituto do lesionado Yao Ming.
Em 8 de fevereiro, Love estabeleceu um recorde da equipe (anteriormente detido por Kevin Garnett) com seu 38º duplo-duplo consecutivo, depois de registrar 20 pontos e 14 rebotes na vitória por 112-108 sobre o Houston Rockets. Em 13 de março, a sequência consecutiva de duplos-duplos de Love terminou em 53 jogos, foi a sequência mais longa desde a fusão entre a ABA e a NBA em 1976, superando a série de 51 jogos de Malone de 1979 a 1980.
Love sofreu uma lesão na virilha esquerda em 20 de março contra o Sacramento Kings. Ele perdeu nove dos últimos 11 jogos da temporada devido à lesão.
O número 42 do Love foi a camisa mais vendida dos Wolves nessa temporadas; as vendas eram comparáveis às de Kevin Garnett quando ele estava no auge.

#### 2011–12: All-NBA

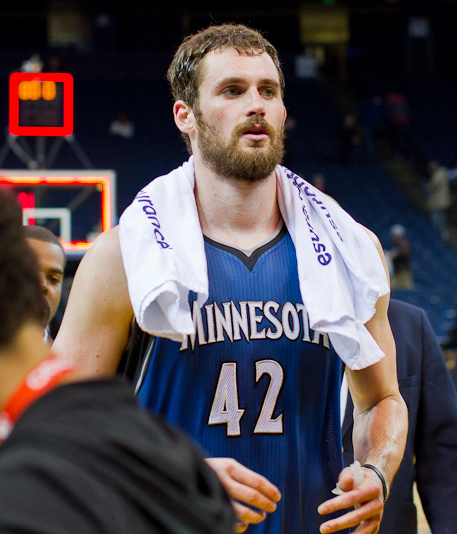
Love em 2012.

Love havia declarado que queria ser o "jogador da franquia" dos Timberwolves e que queria um contrato de cinco anos durante a entressafra, mas os Wolves negou esse contrato. As negociações tornaram-se tensas mas eles finalmente chegaram a um acordo de um contrato de quatro anos com uma opção para Love sair após o terceiro ano. A extensão do contrato de quatro anos no valor de até US $ 62 milhões foi finalmente acordada e assinada em 25 de janeiro, permitindo que Love se tornasse um agente livre irrestrito já em 2015.
Em janeiro de 2012, Love marcou 30 pontos em três jogos consecutivos pela primeira vez em sua carreira. Ele começou a temporada tendo 15 duplos-duplos seguidos, o primeiro jogador a fazer isso desde Hakeem Olajuwon no início da temporada de 1992-93.
Em 6 de fevereiro, Love recebeu uma suspensão de dois jogos por pisar no rosto de Luis Scola do Houston Rockets. Após o jogo de 4 de fevereiro, Love disse: "Ele caiu depois da jogada e eu não tinha para onde ir. Eu meio que tropecei e simplesmente não tinha para onde pisar. Ele estava ali e era o rosto dele."
Nessa temporada, Love foi nomeado para o Segundo-Time All-NBA e terminou em sexto na votação de MVP.
Na entressafra, Love expressou frustração com o Minnesota por não ser um time de playoffs. Os Timberwolves terminaram com o quarto pior recorde da Conferência Oeste com 26-40, ainda assim foi o maior número de vitórias da franquia desde a temporada de 2006-07.

#### 2012–13: Lesão
Em 17 de outubro de 2012, foi relatado que Love perderia seis a oito semanas depois de quebrar o terceiro e quarto metacarpos na mão direita durante um treino matinal. Love surpreendeu os fãs ao retornar em 21 de novembro, apenas cinco semanas depois de sofrer a lesão. Ele jogou 35 minutos e registrou 34 pontos e 14 rebotes contra o Denver Nuggets. Em dezembro, Love faria 36 pontos contra o Cleveland Cavaliers, mas continuou a expressar sua frustração com a administração da franquia.

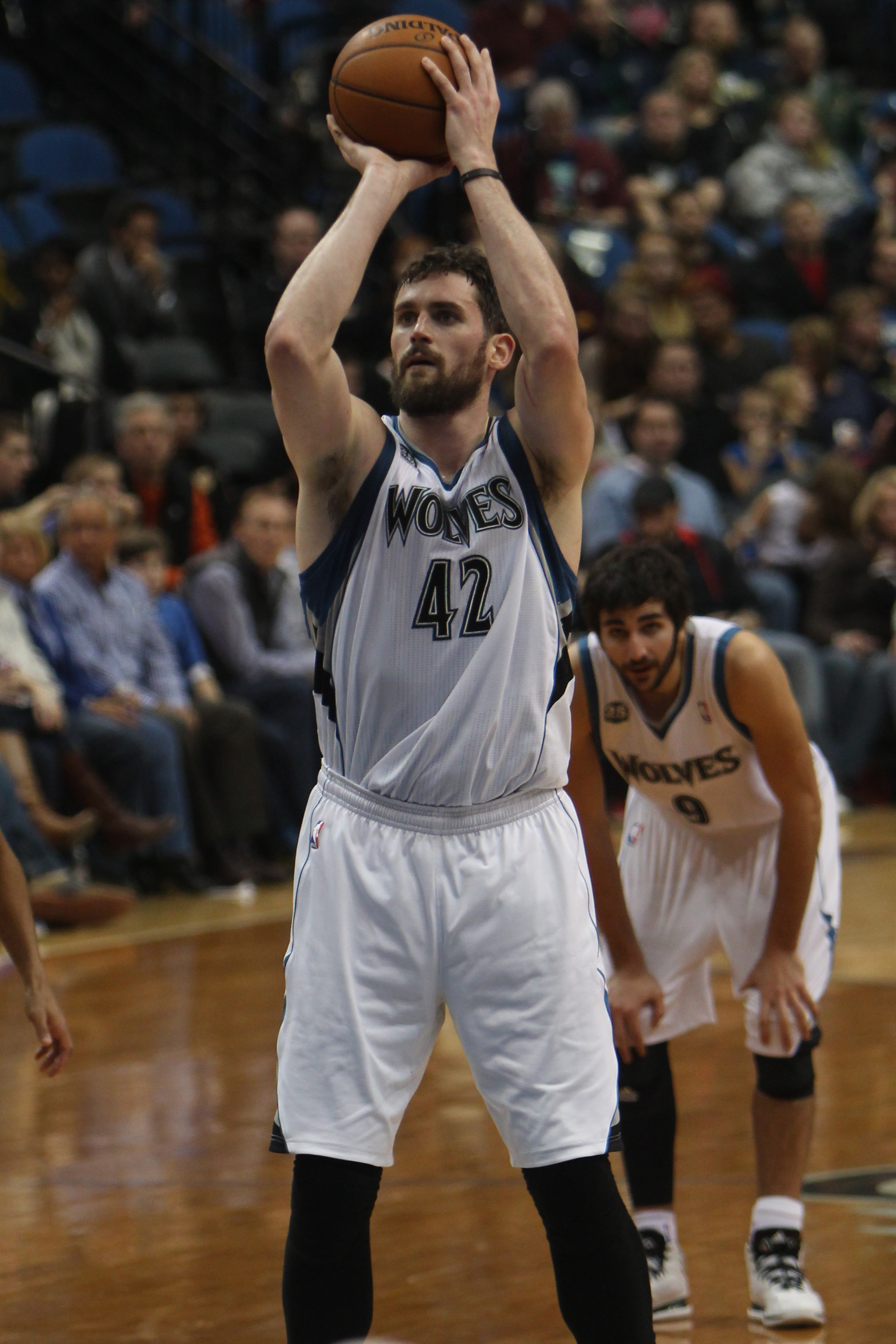
Love em 2014.

Em 3 de janeiro de 2013, Love machucou novamente sua mão em um jogo contra o Denver Nuggets. Foi anunciado pelos Timberwolves que a lesão de Love exigiria cirurgia e ele esperava perder mais oito a dez semanas de tempo de jogo.

#### 2013–14: Último ano em Minnesota
Em 22 de fevereiro de 2014, Love teve o seu primeiro triplo-duplo da carreira com 37 pontos, 12 rebotes e 10 assistências em uma vitória por 121-104 sobre o Utah Jazz. Em 28 de março, ele teve o seu segundo triplo-duplo da carreira com 22 pontos, 10 rebotes e 10 assistências na vitória por 143-107 sobre o Los Angeles Lakers. Em 2 de abril de 2014, Love teve o seu terceiro triplo-duplo da carreira com 24 pontos, 16 rebotes e 10 assistências na vitória por 102-88 sobre o Memphis Grizzlies.
Love estabeleceu o recorde de ser o primeiro jogador na história da NBA a registrar 2.000 pontos, 900 rebotes e 100 cestas de 3 pontos em uma única temporada.

### Cleveland Cavaliers (2014–2023)

#### 2014–15: Big Three

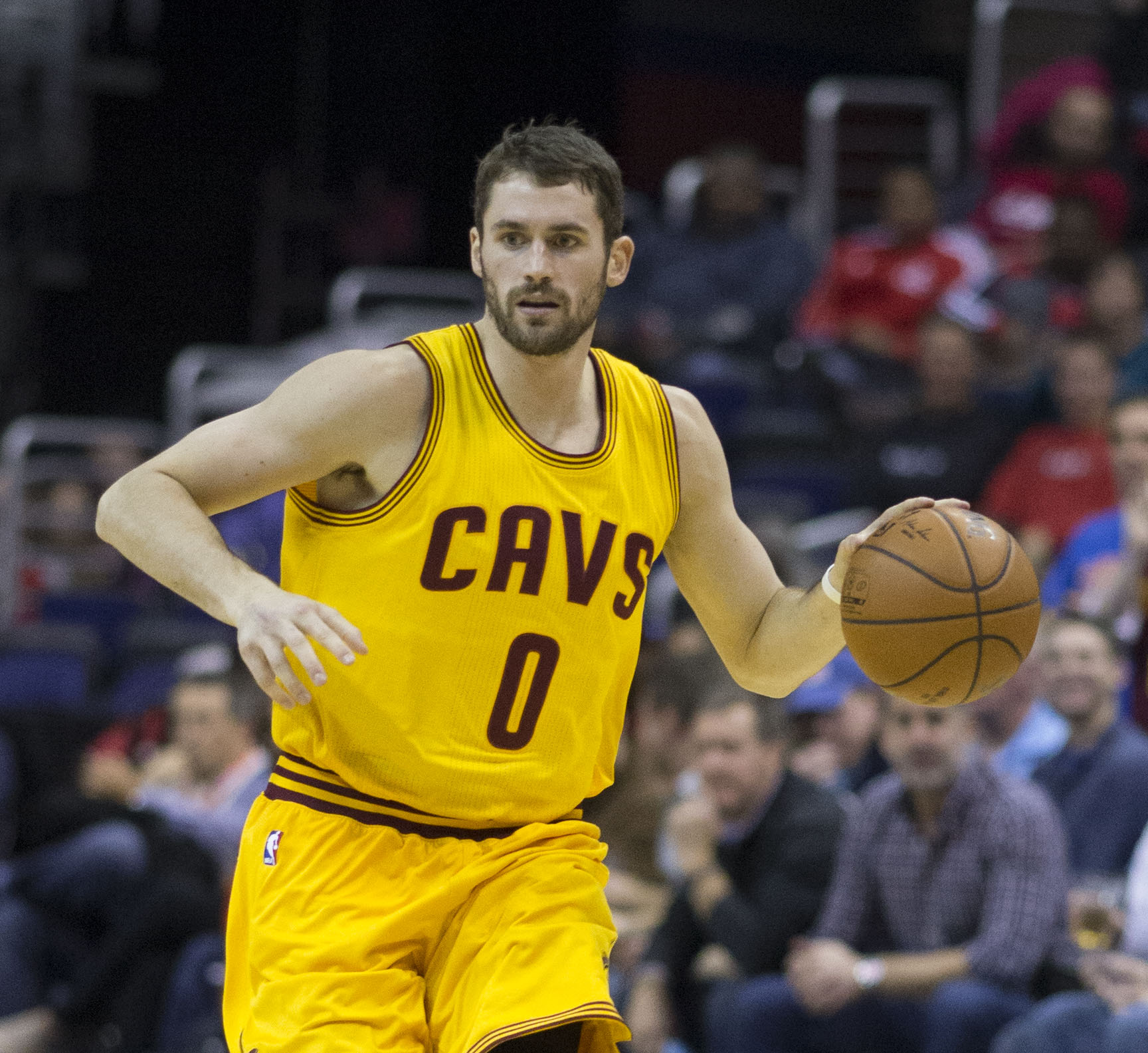
Love no Cavaliers em 2014.

Em 23 de agosto de 2014, os Timberwolves trocaram Love para o Cleveland Cavaliers em uma negociação de três equipes. O Timberwolves recebeu Andrew Wiggins e Anthony Bennett de Cleveland, e Thaddeus Young do Philadelphia 76ers, enquanto o Philadelphia recebeu Luc Mbah a Moute e Alexey Shved de Minnesota e uma escolha de primeira rodada do Draft de 2015 de Cleveland.
Love ajudou os Cavaliers a vencer 34 de seus 43 jogos finais para terminar a temporada regular como o segundo colocado na Conferência Leste com um recorde geral de 53-29. Em seu primeiro jogo de playoffs de carreira em 19 de abril, Love registrou 19 pontos e 12 rebotes em uma vitória de 113-100 sobre o Boston Celtics. Cleveland varreu a série por 4-0, mas Love perdeu o restante dos playoffs depois de deslocar o ombro esquerdo no primeiro quarto do Jogo 4. Love passou por uma cirurgia para reparar o ombro e a equipe disse que ele precisaria de quatro a seis meses para se recuperar.
Sem Love, os Cavaliers chegou às Finais da NBA de 2015, mas foi derrotado pelo Golden State Warriors em seis jogos.
Em 24 de junho de 2015, Love optou pela opção de último ano de seu contrato no valor de 16,7 milhões de dólares na temporada de 2015–16.

#### 2015–16: Campeão

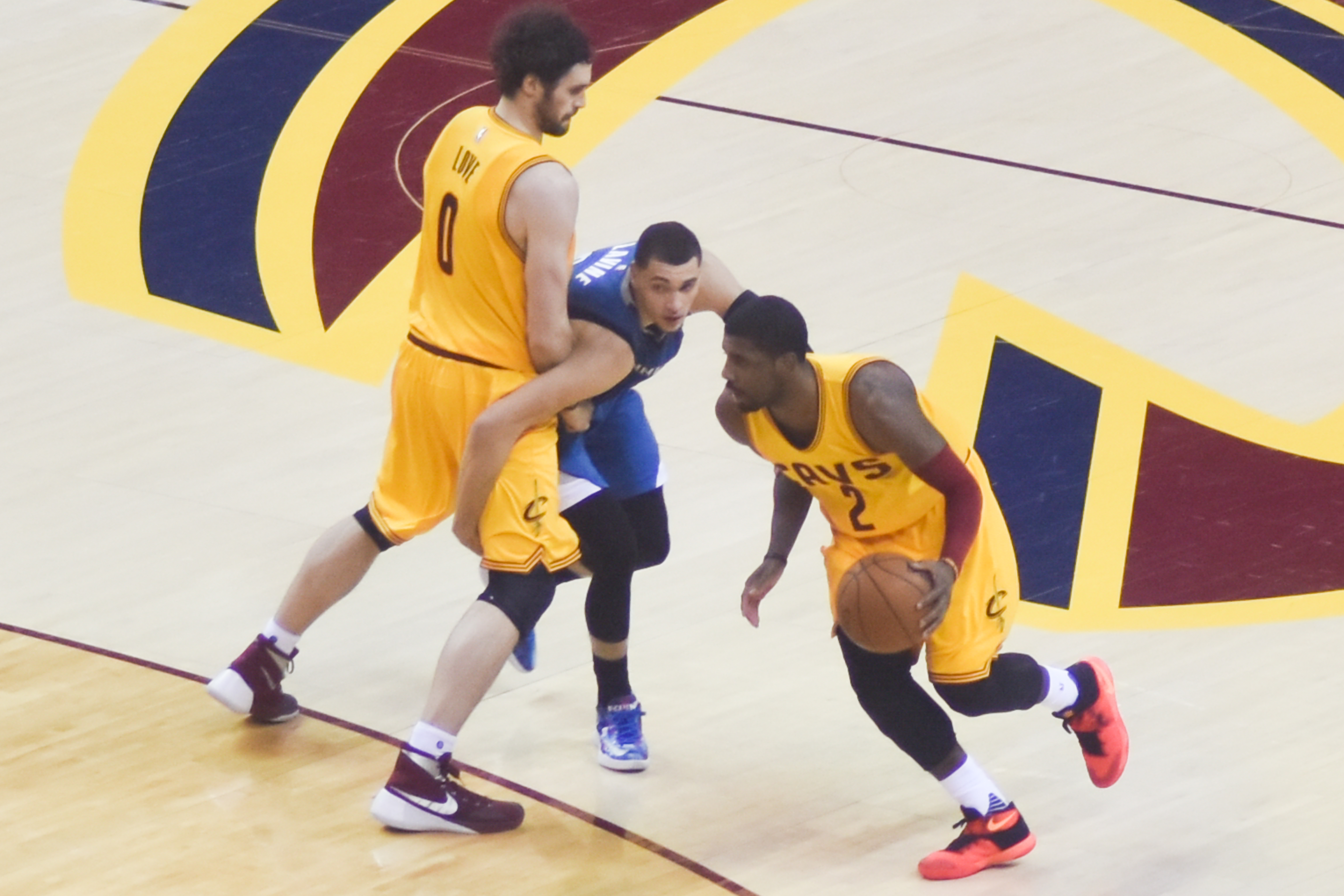
Love e Kyrie Irving em 2016.

Em 9 de julho de 2015, Love assinou novamente com os Cavaliers. Em 29 de janeiro de 2016, ele teve 29 pontos em uma vitória por 114-106 sobre o Detroit Pistons. Esse jogo também marcou a primeira vez em toda a temporada em que Love, LeBron James e Kyrie Irving alcançaram 20 pontos em um jogo.
Os Cavaliers terminaram a temporada regular como a melhor campanha na Conferência Leste com um recorde de 57–25. Na primeira rodada dos playoffs, os Cavaliers enfrentaram o Detroit Pistons, oitavo colocado, e em uma vitória do jogo 1 em 17 de abril, Love registrou 28 pontos e 13 rebotes. Love ajudou os Cavaliers a avançar para as finais da Conferência Leste, onde enfrentaram o Toronto Raptors. Ele teve dificuldades nos Jogos 3 e 4 da série, marcando apenas 15 pontos no total, antes de se recuperar nos Jogos 5 e 6 para ajudar os Cavaliers a derrotar os Raptors por 4-2. A vitória os levou às finais da NBA, onde enfrentaram o atual campeão Golden State Warriors.
Depois de registrar 17 pontos e 13 rebotes na derrota no Jogo 1, uma concussão sofrida no Jogo 2 o forçou a perder o Jogo 3. Ele retornou Jogo 4 e marcou apenas 11 pontos em uma derrota de 108-97. Com essa derrota, os Cavaliers perdiam por 3-1 na série. O Jogo 5 viu Love voltar à equipe inicial, mas apesar de jogar 33 minutos, ele conseguiu apenas dois pontos, enquanto os Cavaliers forçou o jogo 6 com uma vitória por 112-97. O Jogo 6 também viu as dificuldades de Love, mas os Cavaliers conseguiram uma vitória de 115-101 para forçar um Jogo 7. Com a série empatando em 3–3, Love conseguiu 9 pontos e 14 rebotes no Jogo 7 para ajudar os Cavaliers a vencer a série por 4–3 e se tornaram o primeiro time a recuperar de um déficit de 3–1 na final. Esse título foi o fim de uma seca de 52 anos de títulos esportivo de Cleveland.

#### 2016–17: Quase
Em 25 de outubro de 2016, depois de receber seu primeiro anel de campeão da NBA antes da estreia da temporada, Love registrou 23 pontos e 12 rebotes em uma vitória de 117-88 sobre o New York Knicks. Em 28 de novembro, ele foi nomeado Jogador da Semana da Conferência Leste pelos jogos disputados de 21 de novembro a 27 de novembro. Em 25 de dezembro, ele marcou 20 pontos na vitória por 109-108 sobre os Warriors, chegando a marca de 10.000 pontos na carreira no processo.
Em 26 de janeiro de 2017, Love foi nomeada reserva da Conferência Leste no All-Star Game da NBA de 2017. No entanto, em 14 de fevereiro de 2017, ele foi submetido a uma cirurgia artroscópica para remover um corpo frouxo do joelho esquerdo e foi posteriormente descartado por aproximadamente seis semanas, perdendo o All-Star Game. Em 16 de março, ele jogou seu primeiro jogo pelos Cavaliers desde 11 de fevereiro e registrou 10 pontos e 9 rebotes em 19 minutos em uma vitória de 91-83 sobre o Utah Jazz.
No Jogo 1 das finais da Conferência Leste contra o Boston Celtics, em 17 de maio, Love registrou 32 pontos e 12 rebotes para ajudar os Cavaliers a derrotar os Celtics por 117-104. Com 15 pontos no Jogo 5 da série, Love ajudou os Cavaliers a derrotar os Celtics por 135-102 e conquistar seu terceiro título consecutivo na Conferência Leste e uma viagem de volta às finais da NBA. Depois de estar perdendo na série por 3-0 na Final da NBA de 2017, Love fez 23 pontos no Jogo 4 para ajudar Cleveland a estender a série e evitar um título dos Warriors. Os Cavaliers perderam para os Warriors no Jogo 5 e assim perderam a série por 4-1.
Em 7 de novembro de 2017, ele teve seu melhor jogo da temporada até então com 32 pontos e 16 rebotes na vitória por 124–119 sobre o Milwaukee Bucks. Em 28 de novembro de 2017, ele marcou 32 dos seus 38 pontos no primeiro tempo da vitória dos Cavaliers por 108–97 sobre o Miami Heat. Em 25 de dezembro de 2017, ele marcou 31 pontos, o maior número do jogo, e teve seu melhor desempenho da temporada com 18 rebotes na derrota por 99–92 para os Warriors. Em 30 de janeiro de 2018, Love deixou o jogo contra o Detroit Pistons com uma fratura na mão esquerda. Ele perdeu seis semanas e 21 jogos devido à lesão, retornando à ação em 19 de março contra os Bucks. Dois dias depois, ele registrou 23 pontos e 12 rebotes na vitória por 132–129 sobre o Toronto Raptors, alcançando seu 1.000º arremesso de 3 pontos na carreira durante o jogo. Em 1º de abril de 2018, ele registrou seu 400º duplo-duplo na carreira com 13 pontos e 13 rebotes na vitória por 98–87 sobre o Dallas Mavericks. No Jogo 2 da segunda rodada dos playoffs contra os Raptors, Love teve seu melhor jogo da pós-temporada com 31 pontos e 11 rebotes na vitória por 128–110, ajudando Cleveland a abrir uma vantagem de 2–0 na série. No Jogo 4 contra Toronto, Love marcou 23 pontos na vitória por 128–93, garantindo a vitória na série. Durante o jogo, Love se tornou o quarto jogador na história de Cleveland a alcançar 500 rebotes em playoffs, juntando-se a LeBron James, Tristan Thompson e Zydrunas Ilgauskas. No Jogo 1 das Finais da NBA, Love registrou 21 pontos e 13 rebotes na derrota por 124–114 para os Warriors na prorrogação. Os Cavaliers acabaram perdendo a série em quatro jogos.

#### 2018–2021: Lesões

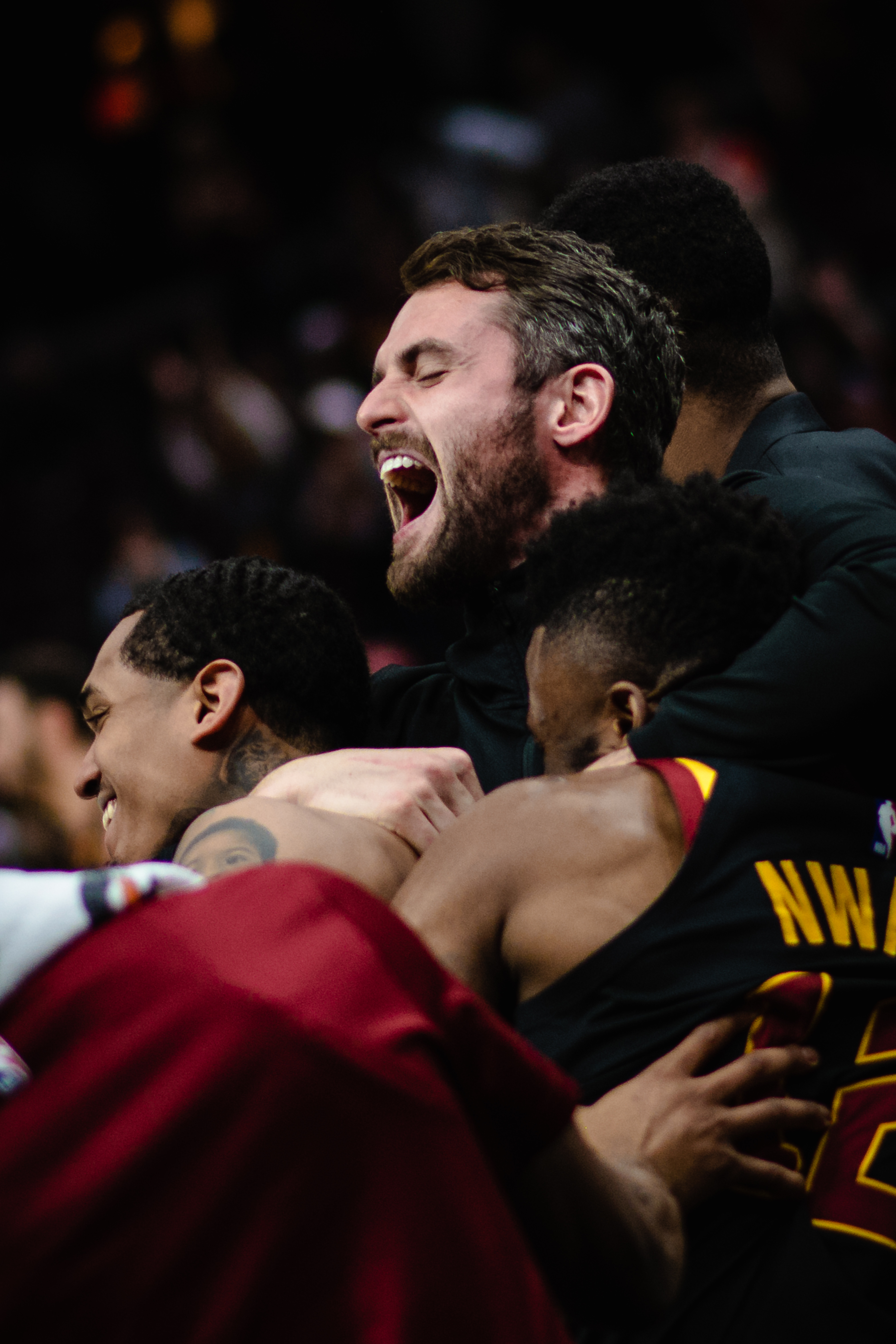
Love em 2019.

Após a partida de LeBron James para o Los Angeles Lakers, os Cavaliers pressionaram agressivamente para garantir Love a longo prazo. Em 24 de julho de 2018, Love assinou uma extensão de US $ 120 milhões por quatro anos com os Cavaliers.
Ele jogou nos quatro primeiros jogos da temporada regular antes de ficar de fora com o pé esquerdo machucado. Em 2 de novembro, Love fez uma cirurgia para corrigir uma lesão dolorosa no dedão do pé esquerdo. A lesão o incomodava desde a pré-temporada e afetava sua capacidade de caminhar. Ele foi inicialmente descartado por seis semanas, mas depois foi descartado pelo resto do ano.
Love voltou à ação em 8 de fevereiro de 2019, depois de perder 50 jogos. Em 23 de fevereiro, ele marcou 32 pontos em uma vitória por 112-107 contra o Memphis Grizzlies.
Na temporada de 2019-20, Love entrou em conflito com o treinador principal de Cleveland, John Beilein, que foi substituído no meio da temporada por J. B. Bickerstaff. Love teve cinco jogos de 30 pontos durante a temporada, terminando com médias de 17,6 pontos, 9,8 rebotes e 3,2 assistências.
No primeiro jogo da pré-temporada de 2020-21, ele sofreu uma lesão na panturrilha que o fez perder a abertura da temporada regular. Love voltou no segundo jogo, mas voltou a agravar a lesão no terceiro jogo e esperava-se que ficasse fora das quadras por 3-4 semanas.

#### 2021–2023: Vice no Prêmio de Sexto Homem
Na temporada de 2021–22, Love se tornou reserva pela primeira vez desde o início de sua carreira. Contra o Atlanta Hawks em 31 de dezembro de 2021, ele fez 35 pontos, esse foi o seu jogo de maior pontuação em mais de quatro temporadas. Ele foi o vice-campeão do Prêmio de Sexto Homem da NBA após ter médias de 13,6 pontos, 7,2 rebotes e 2,2 assistências.
Em 18 de fevereiro de 2023, Love e os Cavaliers concordaram oficialmente com um acorde de dispensa, tornando-o um agente livre.

### Miami Heat (2023–presente)
Em 20 de fevereiro de 2023, Love assinou um contrato de 1 ano e US$3.11 milhões com o Miami Heat. Em 24 de fevereiro, Love fez sua estreia no Heat conseguindo oito rebotes na derrota por 128-99 para o Milwaukee Bucks. Com o Heat, Love alcançou sua quinta final da NBA em apenas sua quinta participação nos playoffs. No entanto, o Heat acabou perdendo as finais em cinco jogos para o Denver Nuggets.

## Carreira na seleção

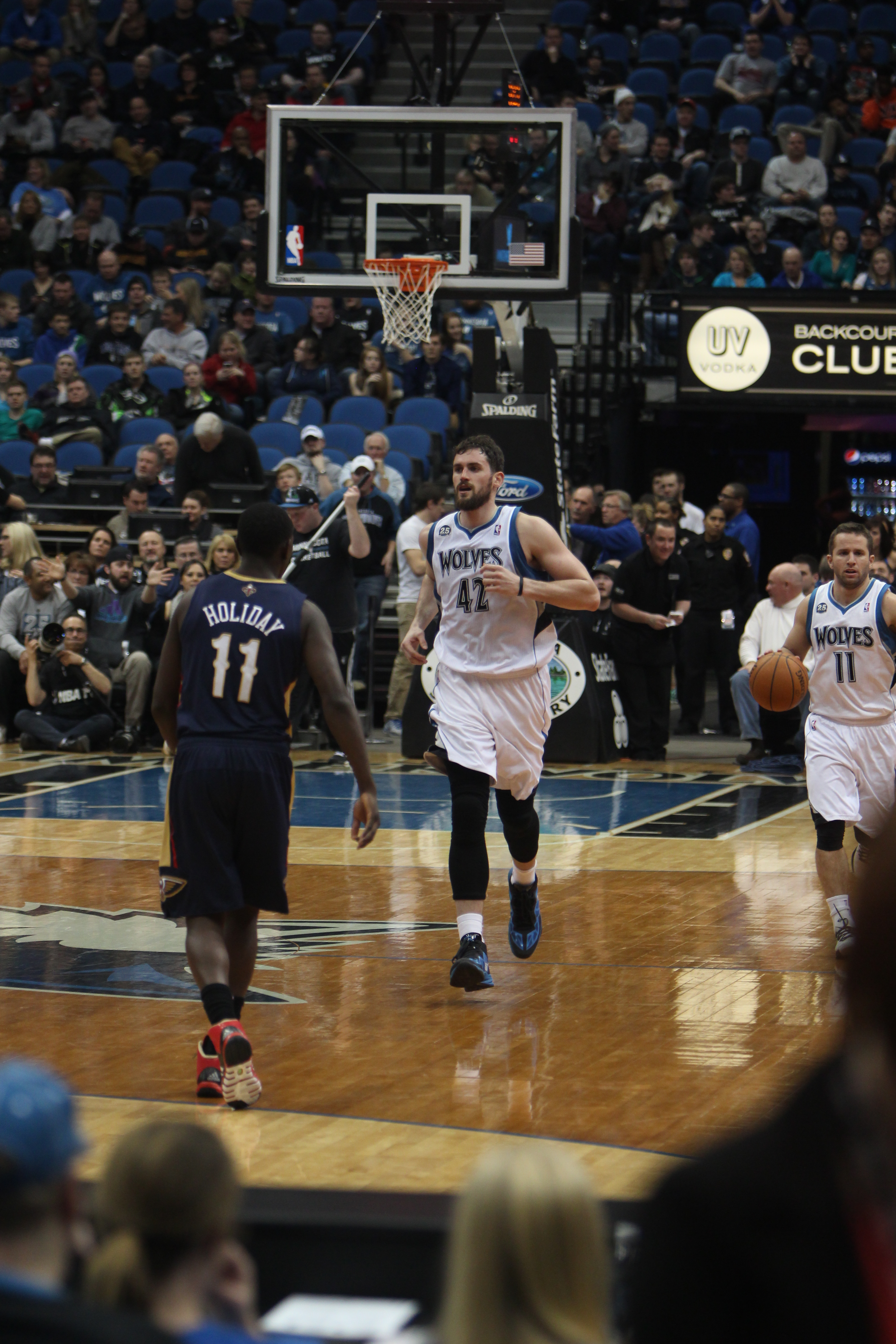
Kevin Love em 2014

Love fez parte da Seleção Americana que ganhou a medalha de ouro na Copa do Mundo de 2010. Em 2012, fez parte da equipe olímpica que terminou invicta, conquistando a medalha de ouro sobre a Seleção Espanhola nos Jogos Olímpicos de 2012 em Londres.
Em negociações comerciais não resolvidas entre o Minnesota Timberwolves e outras equipes da NBA, Love se retirou da equipe da Copa do Mundo de 2014. Love foi selecionado para os Jogos Olímpicos de 2020 em Tóquio, mas desistiu após o terceiro jogo de exibição, afirmando que não estava totalmente recuperado da lesão na panturrilha direita que o afastou durante grande parte da temporada de 2020-21.

## Estatísticas da carreira
| † | Campeão da NBA |

### NBA

#### Temporada Regular
| Ano      | Equipe     | PJ  | PT  | MPJ  | AP   | 3P   | LL   | RT   | AS  | BR  | TO  | PPJ  |
| -------- | ---------- | --- | --- | ---- | ---- | ---- | ---- | ---- | --- | --- | --- | ---- |
| 2008–09  | Minnesota  | 81  | 37  | 25.3 | .459 | .105 | .789 | 9.1  | 1.0 | .4  | .6  | 11.1 |
| 2009–10  | Minnesota  | 60  | 22  | 28.6 | .450 | .330 | .815 | 11.0 | 2.3 | .7  | .4  | 14.0 |
| 2010–11  | Minnesota  | 73  | 73  | 35.8 | .470 | .417 | .850 | 15.2 | 2.5 | .6  | .4  | 20.2 |
| 2011–12  | Minnesota  | 55  | 55  | 39.0 | .448 | .372 | .824 | 13.3 | 2.0 | .9  | .5  | 26.0 |
| 2012–13  | Minnesota  | 18  | 18  | 34.3 | .352 | .217 | .704 | 14.0 | 2.3 | .7  | .5  | 18.3 |
| 2013–14  | Minnesota  | 77  | 77  | 36.3 | .457 | .376 | .821 | 12.5 | 4.4 | .8  | .5  | 26.1 |
| 2014–15  | Cleveland  | 75  | 75  | 33.8 | .434 | .367 | .804 | 9.7  | 2.2 | .7  | .5  | 16.4 |
| 2015–16  | Cleveland† | 77  | 77  | 31.5 | .419 | .360 | .822 | 9.9  | 2.4 | .8  | .5  | 16.0 |
| 2016–17  | Cleveland  | 60  | 60  | 31.4 | .427 | .373 | .871 | 11.1 | 1.9 | .9  | .4  | 19.0 |
| 2017–18  | Cleveland  | 59  | 59  | 28.0 | .458 | .415 | .880 | 9.3  | 1.7 | .7  | .4  | 17.6 |
| 2018–19  | Cleveland  | 22  | 21  | 27.2 | .385 | .361 | .904 | 10.9 | 2.2 | .3  | .2  | 17.0 |
| 2019–20  | Cleveland  | 56  | 56  | 31.8 | .450 | .374 | .854 | 9.8  | 3.2 | .6  | .3  | 17.6 |
| 2020–21  | Cleveland  | 25  | 25  | 24.9 | .409 | .365 | .824 | 7.4  | 2.5 | .6  | .1  | 12.2 |
| 2021–22  | Cleveland  | 74  | 4   | 22.5 | .430 | .392 | .838 | 7.2  | 2.2 | .4  | .2  | 13.6 |
| 2022–23  | Cleveland  | 41  | 3   | 20.0 | .389 | .354 | .889 | 6.8  | 1.9 | .2  | .2  | 8.5  |
| 2022–23  | Miami      | 21  | 17  | 19.9 | .388 | .297 | .857 | 5.7  | 1.9 | .4  | .2  | 7.7  |
| 2023–24  | Miami      | 55  | 5   | 16.8 | .440 | .344 | .787 | 6.1  | 2.1 | .3  | .2  | 8.8  |
| Carreira | Carreira   | 929 | 684 | 28.6 | .427 | .342 | .831 | 9.9  | 2.2 | .5  | .3  | 15.8 |
| All-Star | All-Star   | 3   | 1   | 21.0 | .500 | .364 | .286 | 6.7  | 1.3 | 1.3 | 0.0 | 10.7 |

#### Play-in
| Ano      | Equipe    | PJ | PT | MPJ  | AP   | 3P   | LL   | RT   | AS  | BR | TO | PPJ  |
| -------- | --------- | -- | -- | ---- | ---- | ---- | ---- | ---- | --- | -- | -- | ---- |
| 2018     | Cleveland | 21 | 21 | 31.4 | .392 | .340 | .922 | 10.2 | 1.6 | .7 | .4 | 14.9 |
| 2023     | Miami     | 20 | 18 | 17.9 | .378 | .375 | .875 | 5.6  | 1.2 | .5 | .4 | 6.9  |
| 2024     | Miami     | 5  | 0  | 6.4  | .444 | .250 | —    | 2.8  | .8  | .0 | .0 | 1.8  |
| Carreira | Carreira  | 46 | 39 | 18.5 | .404 | .321 | .898 | 6.1  | 1.2 | .3 | .2 | 7.8  |

#### Playoffs
| Ano      | Equipe     | PJ | PT | MPJ  | AP   | 3P   | LL   | RT   | AS  | BR  | TO | PPJ  |
| -------- | ---------- | -- | -- | ---- | ---- | ---- | ---- | ---- | --- | --- | -- | ---- |
| 2015     | Cleveland  | 4  | 4  | 26.8 | .415 | .429 | .737 | 7.0  | 2.5 | .3  | .5 | 14.3 |
| 2016     | Cleveland† | 20 | 19 | 30.6 | .385 | .414 | .840 | 8.8  | 2.1 | .5  | .4 | 14.7 |
| 2017     | Cleveland  | 18 | 18 | 32.1 | .436 | .450 | .840 | 10.6 | 1.7 | 1.2 | .9 | 16.8 |
| 2018     | Cleveland  | 21 | 21 | 31.4 | .392 | .340 | .922 | 10.2 | 1.6 | .7  | .4 | 14.9 |
| 2023     | Miami      | 20 | 18 | 17.9 | .378 | .375 | .875 | 5.6  | 1.2 | .5  | .4 | 6.9  |
| 2024     | Miami      | 5  | 0  | 6.4  | .444 | .250 | —    | 2.8  | .8  | .0  | .0 | 1.8  |
| Carreira | Carreira   | 88 | 80 | 24.2 | .408 | .376 | .842 | 7.4  | 1.6 | .5  | .4 | 11.5 |

### Universidade
| Ano     | Equipe | PJ | PT | MPJ  | AP   | 3P   | LL   | RT   | AS  | BR  | TO  | PPJ  |
| ------- | ------ | -- | -- | ---- | ---- | ---- | ---- | ---- | --- | --- | --- | ---- |
| 2007–08 | UCLA   | 39 | 38 | 29.6 | .559 | .354 | .767 | 10.6 | 1.9 | 0.7 | 1.4 | 17.5 |

## Prêmios e homenagens
- National Basketball Association:
  - Campeão da NBA: 2016
  - NBA Most Improved Player: 2011
  - NBA All-Rookie Team: 2009
  - NBA Three-Point Contest Champion: 2012
  - 5x NBA All-Star: 2011, 2012, 2014, 2017 e 2018
  - 2x All-NBA Team:
    - Segundo Time: 2012 e 2014
- Seleção dos Estados Unidos:
  - Jogos Olímpicos:
    -  Medalha de Ouro: 2012

  - Campeonato Mundial:
    -  Medalha de Ouro: 2010

## Vida pessoal
Mike, o tio de Love, é membro fundador dos Beach Boys. A tia de Love, Kathleen McCartney Hearst, era uma triatleta talentosa.
Ele tem um irmão mais velho, Collin, e uma irmã mais nova, Emily.
Seu nome do meio, Wesley, é em homenagem a Wes Unseld, o antigo jogador do Washington Bullets e amigo da família Love.
Em 2009, Love se tornou o primeiro entre os jogadores da NBA a ingressar no programa de caridade Hoops for St. Jude, beneficiando o Hospital de Pesquisa Infantil St. Jude, depois de trabalhar com o hospital como parte do programa de extensão comunitária "Rookie Relief" da liga em sua primeira temporada.
Em março de 2018, Love revelou - em resposta à discussão pública de DeMar DeRozan sobre suas lutas com a depressão - que ele frequentava um terapeuta há vários meses após um ataque de pânico durante um jogo em novembro de 2017. Ele escreveu sobre "criar um ambiente melhor para falar sobre saúde mental e a necessidade de lembrar que todo mundo está passando por algo que não podemos ver". Em agosto de 2018, Love continuou sua defesa pela conscientização da saúde mental, discutindo a história de depressão de sua família, junto com suas próprias lutas contra a ansiedade e a raiva, onde ele se escondia em seu quarto e não conversava com ninguém. Love diz que agora está comprometido em formar uma fundação focada na saúde mental, principalmente para meninos, acrescentando que acredita que "encontrou o trabalho de sua vida".

### Patrocínios
Em 2011, Love assinou um contrato de patrocínio de 6 anos com a empresa chinesa de calçados, 361 Degrees. Em 2012, ele apareceu na segunda edição da Pepsi Max de "Uncle Drew" com o futuro companheiro de equipe, Kyrie Irving.
Em 2016, Love se tornou o novo embaixador de estilo e modelo de campanha da Banana Republic.

## Aparições na mídia
Love apareceu na capa do jogo de videogame, NCAA Basketball 09. Ele foi uma das estrelas do filme "Gunnin 'for That No. 1 Spot". Ele apareceu como ele mesmo no programa do Disney Channel, Zack & Cody: Gêmeos a Bordo, durante o episódio da terceira temporada, Twister: Part 1, junto com Dwight Howard e Deron Williams. Ele apareceu na série de televisão da HBO, Entourage, no final da sétima temporada, "Lose Yourself".
Ele fez parte de uma campanha publicitária na internet em 2012 da PepsiCo para Pepsi Max, que apresentava o personagem "Uncle Drew", interpretado por Kyrie Irving, futuro companheiro de equipe de Love na NBA. A campanha foi extremamente popular, sendo relatada como o segundo anúncio mais assistido no YouTube naquele ano e entre os 50 vídeos virais mais vistos mundialmente com mais de 22 milhões de visualizações. A PepsiCo e sua agência de publicidade Davie Brown Entertainment lançaram rapidamente outro comercial ainda naquele ano, "Uncle Drew: Capítulo 2", desta vez co-estrelado por Kevin Love. Esses e outros dois comerciais levaram ao filme "Uncle Drew" em 2018 (Love não fez parte dessa produção).